# Étang de Thau
Étang de Thau je laguna s brakickou vodou ležící v departementu
Hérault na jihu Francie, nedaleko pobřeží Lvího zálivu. Má rozlohu 75 km², průměrná hloubka se pohybuje mezi čtyřmi a pěti metry, maximální hloubka přesahuje třicet metrů. Nejvýznamnějším přístavem je Sète na východním pobřeží.
Jezero vzniklo jako propadlina vytvořená vrásněním, kterou vyplnila voda (středomořské pobřeží Francie lemuje řetěz podobných lagun, Étang de Thau je z nich druhé největší po Étang de Berre). Táhne se v délce přes 20 km podél mořského pobřeží, od něhož je odděleno nízkou a necelý kilometr širokou písčitou kosou. S mořem ho spojují dva úzké průlivy: jeden se nachází ve městě Sète a druhý, zvaný Pisse-Saumes, vychází ze západního cípu jezera. Laguna je splavná, průplav Canal du Midi ji propojuje s Atlantským oceánem a Canal du Rhône à Sète s řekou Rhônou. Pobřeží je rovinaté, jedinou výjimkou je kopec Mont Saint-Clair, pod kterým leží Sète.
Teplota vody se pohybuje mezi 3 °C a 24 °C, salinita kolísá v závislosti na vydatnosti srážek, nejvyšší je na konci léta.
Na jezeře hnízdí vodní ptáci, jako volavky nebo plameňáci, díky tomu byla oblast začleněna do programu Natura 2000. Provozuje se intenzivní rybolov (hlavními druhy jsou mořan zlatý a smuha královská) a sběr ústřic a slávek. Značný význam má cestovní ruch: termální prameny u městečka Balaruc-les-Bains slouží k léčebným účelům, jezero vyhledávají také jachtaři.